# Atriplex canescens
Atriplex canescens és una espècie de planta de la família de les Amarantàcies, endèmica d'Austràlia i naturalitzada a Califòrnia. És un arbust que es troba sobre sòls argilosos de planes fluvials i llims sorrencs. És una espècie que s'usa com a farratge.